# GIGS 2004 ReBirth
『GIGS 2004 ReBirth』（ギグズ・ニセンヨン・リバース）は、奥井雅美のライブ映像作品である。
2004年12月22日にevolutionよりDVDが発売・販売された通販限定商品である。

## 概要
- 内容は、2004年3月13日に行われた「奥井雅美〜okui, masami〜spring tour 2004 ReBirth」の東京公演の模様を収録したもの。
- 本作はevolutionのオフィシャルHPにてのみ購入可能な通販限定商品である。また奥井のライブツアーの物販でも販売されている。
- このツアーより、バンドメンバーが変わり、それまでのように任意のバンド名を付けることがなくなった。このツアーのバンドメンバーは、難曲である「TURNING POINT」が演奏できることを条件に集めたという。
- 本作の後にリリースされたアルバム『Dragonfly』との連動キャンペーンがあり、本作DVDに封入されている応募ステッカーを『Dragonfly』に封入されている応募葉書に貼り付けて期日までに応募すると、漏れなく「Olive」のプロモーションビデオが収録したDVDがプレゼントされた。
- 初回生産分（表面が赤地に黒字のディスク）についてTV放送用のマスタリングがされるというミスがあった。初回分の購入者には後日、Full-bit Versionと銘打たれたディスク（表面が黒地に赤字のディスク）が送付された。
- 収録曲について実際に演奏された曲のうち、「輪舞-revolution」、「トレイン」、「DEPORTATION〜but, never too late〜」、「あの日の午後」、「Just do it」、「Northern Lights」、「空にかける橋」、「Memorial Song」、「Key」、「邪魔はさせない」がカットされている。
- エンディングの「EARTH」は奥井本人によりピアノ弾き語りで収録されている。

## 演奏会場
- Shibya O-East （2004年3月13日）

## 収録内容
1. INTRODUCTION
2. POISON
3. TURNING POINT
4. 深海 〜ReBirth〜
5. 紫陽花
6. SECOND IMPACT
7. PANDRA 〜現代神話〜
8. MESSAGE
9. Birth
10. 放課後の天使
11. Shuffle
12. エンディング EARTH

## 参加ミュージシャン
- ドラム：RYUICHI
- ベース：IKUO
- ギター：MONTA
- ギター：MACARONI☆
- キーボード：今井準